# Amy Collin
Aimée Marie-Antoinette Colin dite Amy Colin ou Amy Collin, née le 24 mars 1911 à Dombasle-sur-Meurthe et morte le 14 février 2018 à Fécamp, est une chanteuse et une actrice de théâtre et de cinéma française.

## Biographie
C'est sans doute à l'occasion de son élection au titre de Mademoiselle Paris en mars 1935 qu'Amy Collin, fille d'un industriel du Nord, fut remarquée par Christian-Jaque qui lui fera faire ses premiers pas sur les plateaux de cinéma dès l'année suivante dans trois de ses films. Ce titre lui ouvrira également les portes du théâtre, où elle débutera avec Danielle Darrieux, et du music-hall en particulier celles du Casino de Paris, à partir de 1937.
Pendant la Seconde Guerre mondiale, Aimée Colin entre dans la Résistance sous le nom de « Bretonnière » tout en poursuivant sa carrière de chanteuse dans des cabarets parisiens comme Le Tanagra.
Elle quitte définitivement les plateaux de cinéma après un dernier rôle au côté de Jean Gabin dans Le Président, film d'Henri Verneuil sorti en mars 1961. Elle allait avoir 50 ans.

## Carrière au cinéma
- 1936 : Rigolboche de Christian-Jaque : la dactylo
- 1936 : Tout va très bien madame la marquise d'Henry Wulschleger
- 1936 :  Monsieur Personne de Christian-Jaque
- 1937 : Rendez-vous Champs-Élysées de Jacques Houssin
- 1937 : À Venise, une nuit de Christian-Jaque
- 1937 : Aloha, le chant des îles de Léon Mathot
- 1938 : Retour à l'aube d'Henri Decoin
- 1939 : Dernière Jeunesse de Jeff Musso : la caissière de la crèmerie
- 1957 : Reproduction interdite de Gilles Grangier
- 1958 : Échec au porteur de Gilles Grangier
- 1958 : Le Désordre et la Nuit de Gilles Grangier : la caissière
- 1960 : Boulevard de Julien Duvivier
- 1961 : Le Président d'Henri Verneuil

## Carrière au théâtre
- 1937 : Jeux dangereux, comédie en 3 actes d'Henri Decoin, au théâtre de la Madeleine (7 janvier)[7]
- 1937 : Pourquoi s'en faire ?, revue en 1 acte et 8 tableaux d'André Hornez et Charles Goutry, musique d'Octave Hodeige, au théâtre des Noctambules (28 mai) : Vénus[8]
- 1937 : Féérie de Paris, revue en 2 actes d'Henri Varna, musique de scène et couplets de Léo Lelièvre, Marc Cab et Charles Tutelier, chorégraphie de Helena Greasley, au Casino de Paris (23 décembre) : la commère[9]
- 1938 : Amours de Paris, revue en 2 actes d'Henri Varna, musique de scène et couplets de Léo Lelièvre, Marc Cab et Charles Tutelier, chorégraphie de Helena Greasley, au Casino de Paris (5 octobre) : la commère[10]
- 1940 : Drôle de revue, revue en 2 actes et 20 tableaux d'Albert Willemetz et Pierre Varenne, à l'A.B.C. (5 janvier)
- 1944 : Là-haut, opérette en 3 actes d'Yves Mirande et Gustave Quinson, lyrics d'Albert Willemetz, musique de Maurice Yvain, au théâtre Marigny (13 avril)
- 1945 : Pantoufle, comédie musicale de Paul Armont et Marcel Gerbidon, lyrics d'Albert Willemetz, musique de Joseph Szulc, au théâtre des Capucines (23 février)
- 1946 : Paris Extra-dry, revue à grand spectacle d'Henri Varna, sketches et chansons d'Henri Varna et Marc Cab, au Casino de Paris (27 mai)
- 1950 : Étoiles aux Nues, revue en 2 actes et 25 tableaux de Victor Vallier et Marc Blanquet, au théâtre de l'Étoile (13 mai)

## Distinctions
Elle est reconnue « déportée résistante ».
- Médaille de la Résistance française, décret du 14 juin 1946 (Journal officiel du 11 juillet 1946)[12].